# Michelle Jenner
Michelle Jenner Husson (Barcelona, 14 de setembre del 1986) és una actriu de televisió, de cinema i de doblatge catalana.

## Biografia
Va néixer el 1986 a Barcelona, filla de l'actor de doblatge Miguel Ángel Jenner (espanyol d'ascendència anglesa) i de l'actriu i ballarina francesa i intèrpret de music hall Martine Husson. L'actriu ha declarat que ja de petita jugava a ser actriu, disfressant-se i interpretant algun personatge.
Va estudiar al col·legi barcelonès La Salle Bonanova, on també va anar a classes de teatre, cant i ball, disciplines que també va practicar a l'escola Company & Company. En acabar el batxillerat va ingressar a l'escola d'interpretació Nancy Tuñón, on només hi va fer el primer curs.

## Trajectòria professional
Amb només dos anys, la seva mare ja va començar a portar-la a càstings i va realitzar alguns treballs de publicitat i moda. Als sis anys va començar en el món del doblatge dient tan sols dues paraules en una pel·lícula on es necessitaven molts nens. A partir d'aquí, el mateix director va començar a contactar amb ella per a altres papers cada vegada més importants, i altres directors també la van anar coneixent.
Va debutar a la televisió a la sèrie de TV3 El cor de la ciutat, quan tenia 15 anys, poc després d'haver fet una petita aparició a la pel·lícula Faust, l'amor dels condemnats. Quan va deixar els estudis a Nancy Tuñón va marxar a Madrid a rodar Los hombres de Paco, sèrie on va interpretar Sara Miranda fins a l'any 2009.
A més, ha participat en la campanya de la marca Herbal Essences per a l'estiu del 2007, ha actuat en dos curtmetratges, Tight (guanyador del premi Brigadoon al millor curtmetratge a Sitges 2006) i Cinco contra uno (guanyador del Premio Joven al festival Humor en Corto). L'actriu ha posat per a les revistes MAN, FHM, Línea, Ragazza, Loka, Bravo i Superpop. Va ser també ambaixadora del videojoc The Sims 2 amb un personatge creat a partir d'ella.
Va interpretar el paper protagonista de la reina Isabel I de Castella a la sèrie de televisió espanyola de 2012 Isabel, motiu pel qual va rebre un Premi Iris i l'any 2013 el Premi Ondas a la millor actriu. També fou nominada a Goya a la millor actriu revelació pel seu paper a No tengas miedo (2012) i va rebre el Premi Sant Jordi a la millor actriu. Per la seva interpretació a La cocinera de Castamar va estar novament nominada com a millor actriu als Premis Iris de l'Acadèmia de la Televisió.
El nadal de 2017 va protagonitzar l'anunci nadalenc de la marca de cava Freixenet al costat de l'actor argentí Ricardo Darín. L'estiu de 2018 va protagonitzar al costat de l'actor català Oriol Pla el curtmetratge promocional de la marca de cervesa Estrella Damm.

## Treballs
| Any       | Títol                                                                            | Paper                      | Notes                               |
| --------- | -------------------------------------------------------------------------------- | -------------------------- | ----------------------------------- |
| 2000      | Faust, l'amor dels condemnats                                                    | petita Jade                | pel·lícula                          |
| 2001–2002 | El cor de la ciutat                                                              | Alícia                     | sèrie de televisió                  |
| 2003      | Més enllà de les estrelles                                                       | Carmeta                    | telefilm                            |
| 2004      | Nubes de verano                                                                  | Natalia                    | pel·lícula                          |
| 2005–2010 | Los hombres de Paco                                                              | Sara Miranda               | sèrie de televisió                  |
| 2006–2007 | Bichos & cía                                                                     | presentadora               | programa de televisió               |
| 2006      | Porca misèria                                                                    | amiga de la Guiomar        | sèrie de televisió; episodi "Veïns" |
| 2007      | Tight                                                                            | noia                       | curtmetratge                        |
| 2007      | Cinco contra uno                                                                 | Mónica                     | curtmetratge                        |
| 2008      | Circuit                                                                          | Eva                        | pel·lícula                          |
| 2009      | Íntimos y extraños                                                               | María                      | pel·lícula                          |
| 2009      | Spanish Movie                                                                    | Fada                       | pel·lícula                          |
| 2010      | Inocentes                                                                        | Sonia                      | minisèrie de televisió              |
| 2011      | No tengas miedo                                                                  | Silvia                     | pel·lícula                          |
| 2011      | Extraterrestre                                                                   | Julia                      | pel·lícula                          |
| 2012–2014 | Isabel                                                                           | Isabel I de Castella       | sèrie de televisió                  |
| 2012      | Les aventures de Tadeu Jones (Las aventuras de Tadeo Jones)                      | Sara Lavrof (veu)          | pel·lícula; doblatge (castellà)     |
| 2015      | El ministerio del tiempo                                                         | Isabel I de Castella       | sèrie de televisió                  |
| 2016      | Julieta                                                                          | Beatriz                    | pel·lícula                          |
| 2016      | Nuestros amantes                                                                 | Irene                      | pel·lícula                          |
| 2016      | Tenemos que hablar                                                               | Nuria                      | pel·lícula                          |
| 2016      | La corona partida                                                                | Isabel I de Castella       | pel·lícula                          |
| 2017      | Tadeu Jones 2: El secret del rei Mides (Tadeo Jones 2: El secreto del rey Midas) | Sara Lavrof (veu)          | pel·lícula; doblatge (castellà)     |
| 2017      | La bella i la bèstia (Beauty and the Beast)                                      | Bella (veu)                | pel·lícula; doblatge (castellà)     |
| 2018      | L'ombra de la llei (La sombra de la ley)                                         | Sara                       | pel·lícula                          |
| 2018      | Miamor perdido                                                                   | Olivia                     | pel·lícula                          |
| 2018      | La catedral del mar                                                              | Mar Estanyol               | sèrie de televisió                  |
| 2018      | El Continental                                                                   | Andrea Abascal             | sèrie de televisió                  |
| 2021      | La cocinera de Castamar                                                          | Clara Belmonte             | sèrie de televisió                  |
| 2022      | Tadeu Jones 3: La taula maragda (Tadeo Jones 3: La tabla esmeralda)              | Sara Lavrof (veu)          | pel·lícula; doblatge (castellà)     |
| 2022      | Els hereus de la terra (Los herederos de la tierra)                              | Mar Estanyol               | sèrie de televisió; 2 episodis      |
| 2022      | Las de la última fila                                                            | Paloma "Palo" Tejero Dobón | sèrie de televisió; 2 episodis      |
| 2023      | Ocho apellidos marroquís                                                         | Begoña                     | pel·lícula                          |
| 2023      | Berlín                                                                           | Keila                      | sèrie de televisió                  |

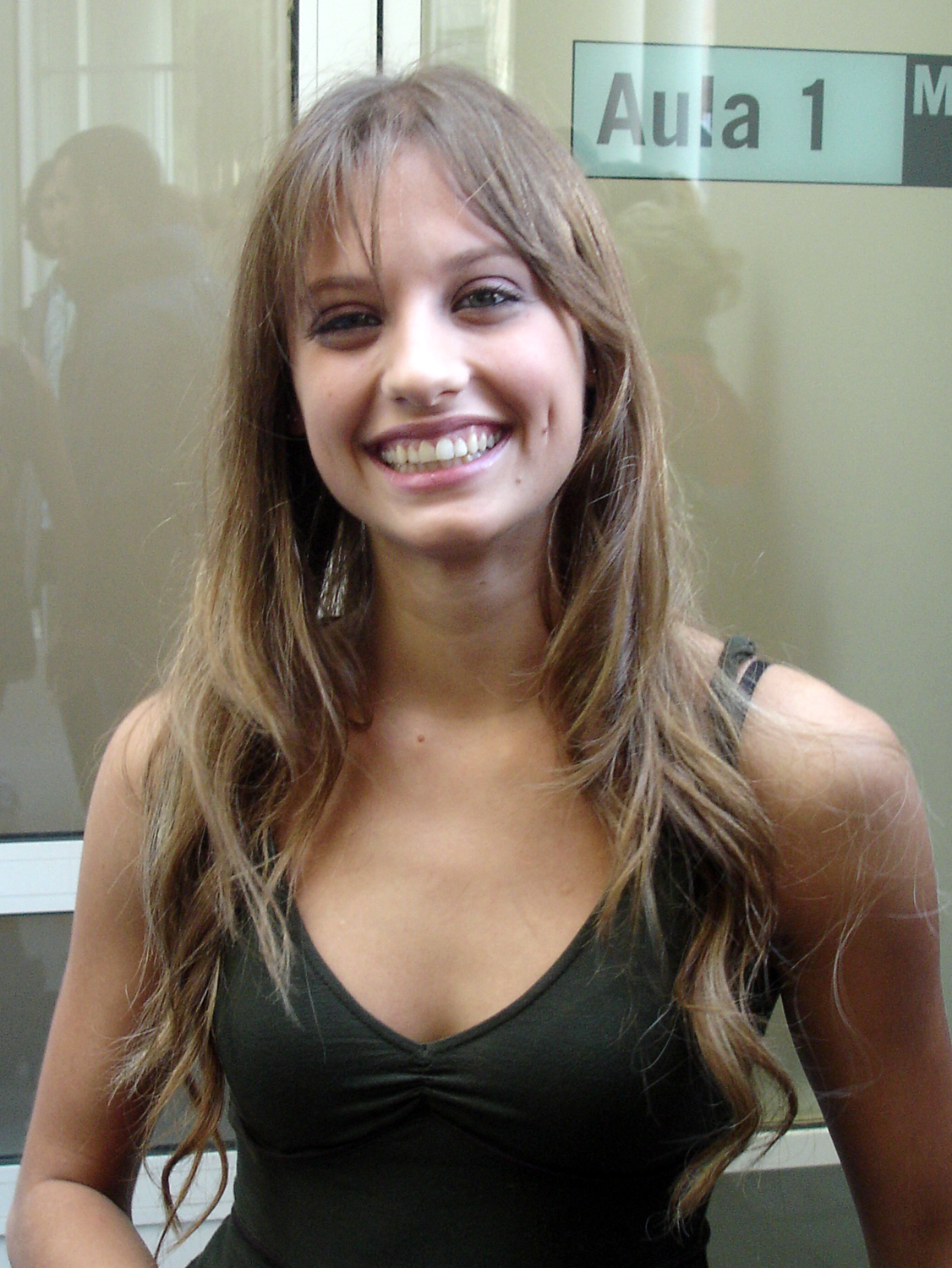
Michelle Jenner el 2007.

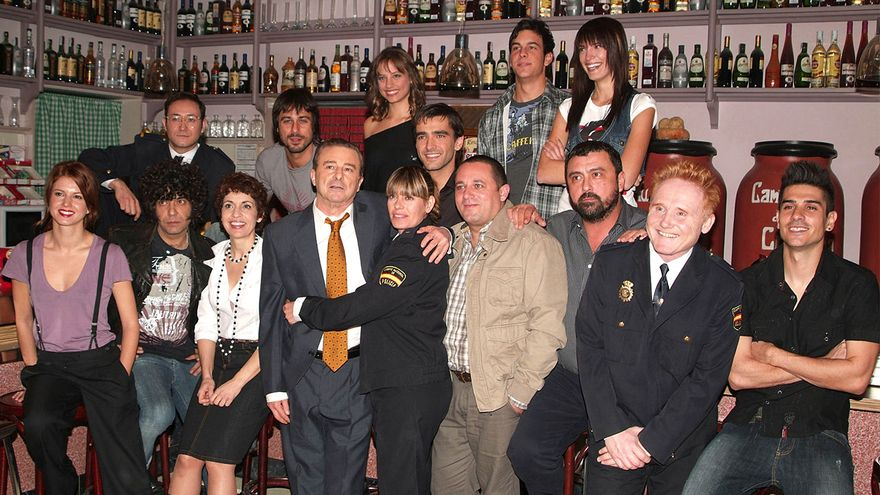
Michelle Jenner amb el repartiment de la sèrie Los hombres de Paco.

El 2008 va interpretar Doña Inés a l'obra teatral Don Juan Tenorio, de José Zorrilla.
En doblatge, és la veu habitual en castellà d'Emma Watson, tant fent d'Hermione Granger a les primeres quatre pel·lícules de Harry Potter com a La bella i la bèstia i del personatge Sara Lavrof, de la sèrie de pel·lícules Tadeu Jones. També ha posat la veu al petit Giosué a La vida es bella, entre altres personatges.
També ha actuat en diversos videoclips: «Veneno en la piel» d'Andrés Calamaro (2004), «In Your Mind» d'Anggun, «Incredible» de Darius i «Mundo frágil» de Sidecars.
Com a cantant, ha col·laborat amb la banda Pignoise amb alguns temes per a la banda sonora de Los hombres de Paco, com «Me gustas así».

## Guardons
| Any  | Premi                                            | Categoria                               | Títol           | Resultat   | Ref           |
| ---- | ------------------------------------------------ | --------------------------------------- | --------------- | ---------- | ------------- |
| 2012 | Premis Goya                                      | Millor actriu revelació                 | No tengas miedo | Nominada   | [ 7 ] [ 14 ]  |
| 2011 | Premi Sant Jordi de Cinematografia               | Millor actriu espanyola                 | No tengas miedo | Guanyadora | [ 15 ]        |
| 2011 | Medalles del Cercle d'Escriptors Cinematogràfics | Millor actriu                           | No tengas miedo | Guanyadora | [ 44 ]        |
| 2011 | Medalles del Cercle d'Escriptors Cinematogràfics | Intèrpret revelació                     | No tengas miedo | Nominada   | [ 44 ]        |
| 2013 | Premis Ondas                                     | Millor intèrpret de ficció femenina     | Isabel          | Guanyadora | [ 2 ] [ 13 ]  |
| 2012 | Premis Iris                                      | Millor interpretació femenina           | Isabel          | Nominada   | [ 3 ]         |
| 2013 | Premis Iris                                      | Millor interpretació femenina           | Isabel          | Nominada   | [ 3 ]         |
| 2014 | Premis Iris                                      | Millor interpretació femenina           | Isabel          | Guanyadora | [ 3 ]         |
| 2012 | Fotogramas de Plata                              | Millor actriu de televisió              | Isabel          | Guanyadora | [ 45 ]        |
| 2013 | Fotogramas de Plata                              | Millor actriu de televisió              | Isabel          | Nominada   |               |
| 2014 | Fotogramas de Plata                              | Millor actriu de televisió              | Isabel          | Guanyadora | [ 46 ] [ 47 ] |
| 2012 | Premis Unión de Actores y Actrices               | Millor actriu protagonista de televisió | Isabel          | Nominada   |               |
| 2013 | Premis Unión de Actores y Actrices               | Millor actriu protagonista de televisió | Isabel          | Nominada   |               |
| 2014 | Premis Unión de Actores y Actrices               | Millor actriu protagonista de televisió | Isabel          | Guanyadora | [ 48 ]        |

## Vida personal
Està molt concienciada amb la lluita del poble palestí i amb l'abandonament d'animals.
Ha estat parella de l'actor Javi Hernández, relació que va acabar el 2009 després de cinc anys junts. Posteriorment, va ser parella durant un parell d'anys del cantant Leiva, del grup Pereza, i més tard de l'actor i model José Lamuño fins al 2013.
Després va iniciar una relació sentimental amb Javier García, un ensinistrador de gossos. L'abril de 2019 va donar a llum al seu fill Hugo.
En una entrevista de novembre del 2020 al diari La Voz de Galicia va explicar que estava duent una vida tranquil·la al camp i que era molt feliç vivint enmig de la natura i podent gaudir del seu petit hort.